# Glanniederung bei Elschbach
Die Glanniederung bei Elschbach ist ein Naturschutzgebiet im Landkreis Kaiserslautern in Rheinland-Pfalz. Das etwa 50 ha große Naturschutzgebiet umfasst Teile der Gemeinde Bruchmühlbach-Miesau und Hütschenhausen und liegt am Glan.
Durch die Unterschutzstellung sollen die „offenen Talauenbereiche mit naturnahem Bachlauf, Feuchtwiesen, Hochstaudenfluren, Weiden, Waldrändern, Schilfwiesen als Standorte typischer und seltener wildwachsender Pflanzenarten und als Lebens- und Teillebensräume typischer und seltener, in ihrem Bestand bedrohter Tierarten sowie der entsprechenden Lebensgemeinschaften“ erhalten werden.

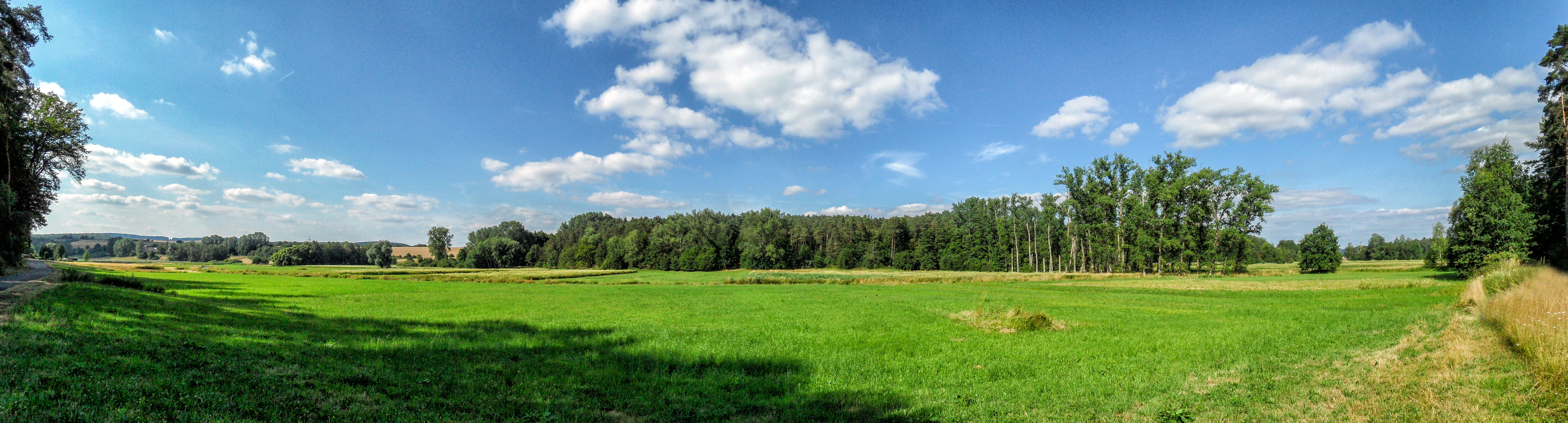
Glanniederung bei Elschbach Panorama